# Charles Nicholl
Charles Nicholl (Londra, 19 luglio 1950) è uno scrittore e biografo britannico.

## Biografia
Nato nel 1950 a Londra, vive e lavora con la moglie e i figli nella piana di Lucca.
Dopo la laurea all'Università di Cambridge, ha vinto il Daily Telegraph Young Writer of the Year nel 1972 e in seguito ha compiuto numerosi viaggi in America Latina lavorando come reporter (avvicinabile nello stile al giornalismo gonzo) prima di esordire nel 1980 con il saggio The Chemical Theatre.
Professore onorario d'Inglese all'Università del Sussex e membro della Royal Society of Literature, nel corso della sua carriera ha pubblicato numerose biografie e racconti di viaggio ottenendo numerosi riconoscimenti tra cui il James Tait Black Memorial Prize nel 1992 per The Reckoning, saggio sull'assassinio di Christopher Marlowe.

## Opere principali
- The Chemical Theatre (1980)
- A Cup of News: the life of Thomas Nashe (1984)
- The Fruit Palace (1985)
- Frontiere: un viaggio in Tailandia e Birmania (Borderlines, 1988), Milano, Phileas, 1989 traduzione di Virginia Teodori ISBN 88-7108-002-5.
- The Reckoning: The Murder of Christopher Marlowe (1992)
- Somebody Else: Arthur Rimbaud in Africa (1997)
- Leonardo da Vinci: Flights of the Mind (2004)
- Shakespeare and his contemporaries (2005)
- The Lodger: Shakespeare on Silver Street (2008)
- Traces Remain: Essays and Explorations  (2011)

## Premi e riconoscimenti
- James Tait Black Memorial Prize per la biografia: 1992 vincitore con The Reckoning: The Murder of Christopher Marlowe
- CWA Gold Dagger for Non-Fiction: 1992 vincitore con The Reckoning: The Murder of Christopher Marlowe
- Hawthornden Prize: 1998 vincitore con Somebody Else: Arthur Rimbaud in Africa